# Marapong
Marapong è un villaggio del Botswana situato nel distretto Centrale, sottodistretto di Tutume. Il villaggio, secondo il censimento del 2011, conta 2.283 abitanti.

## Località
Nel territorio del villaggio sono presenti le seguenti 5 località:
- Magwete di 31 abitanti,
- Maotakgang di 219 abitanti,
- Mokgalo,
- Mokolwane di 9 abitanti,
- Mosupe di 125 abitanti